# Jerttalompolo (naturreservat)
Jerttalompolo är ett naturreservat i Gällivare kommun i Norrbottens län.
Området är naturskyddat sedan 1980 och är 0,7 kvadratkilometer stort. Reservatet omfattar sjön Jerttalompolo med omgivande våtmarker och bäcken Jerttajoki. 